# Astralium tentorium
Astralium tentorium is een slakkensoort uit de familie van de Turbinidae. De wetenschappelijke naam van de soort is voor het eerst geldig gepubliceerd in 1930 door Thiele.